# Picos Una
Los Picos Una, conocidos por montañistas como Cape Renard Towers, y también denominados coloquialmente por personal antártico británico como Una's Tits, son dos torres de basalto, cada una coronada por una capa de hielo. Se encuentran en la isla Renard, en la entrada norte del canal Lemaire, frente a la costa Danco, en el oeste de la península Antártica. Ubicadas al sur del cabo Renard y al norte del cabo Falso Renard, la torre más alta alcanza los 747 metros de altitud.

## Historia y toponimia

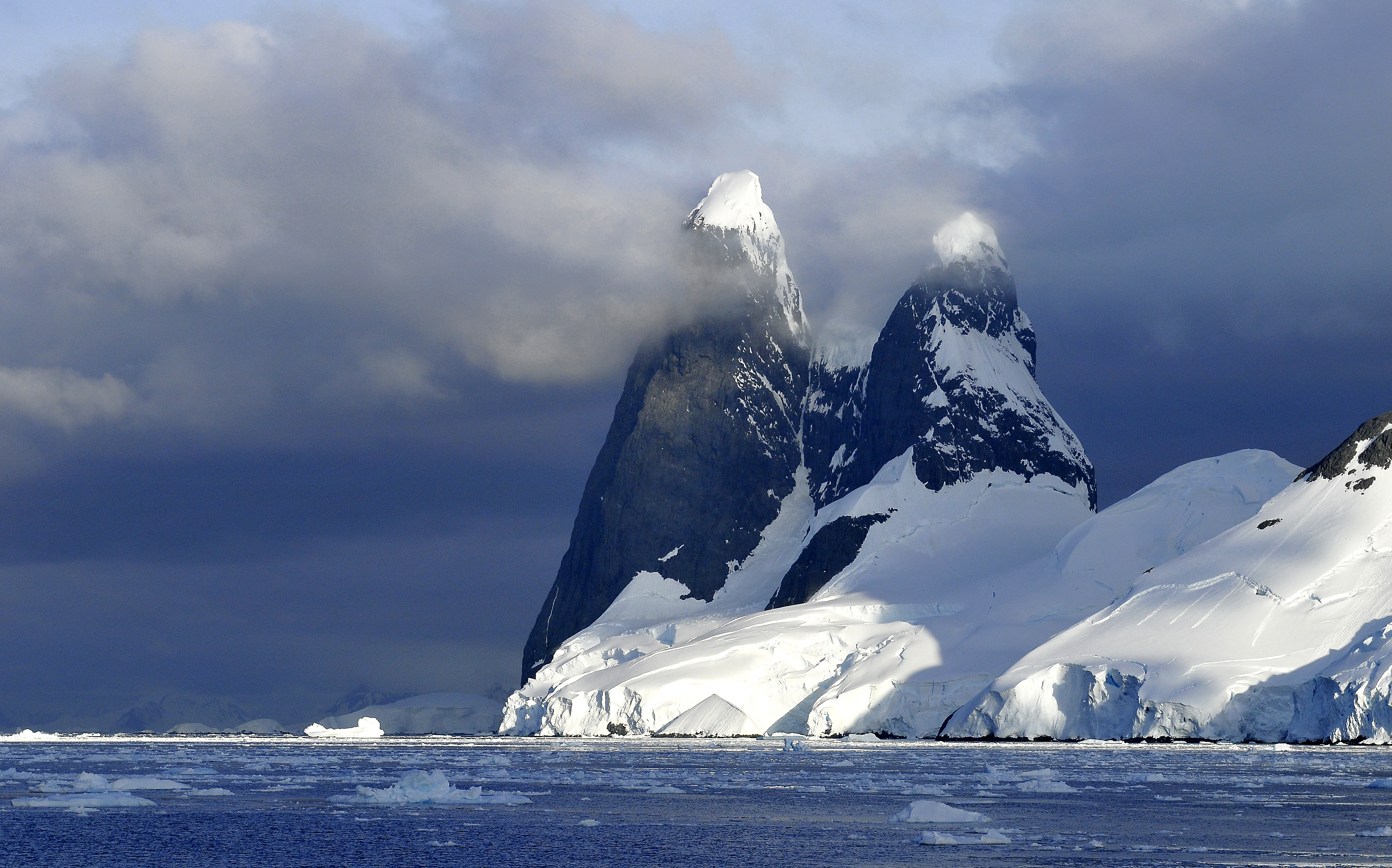
Vista de los picos y el canal Lemaire en 2012.

Una Spivey era el nombre de una secretaria de la oficina del gobernador colonial del territorio británico de ultramar de las Islas Malvinas, en Puerto Argentino/Stanley que trabajó para el British Antarctic Survey durante la década de 1950. El nombre fue colocado por el Comité de Topónimos Antárticos del Reino Unido en el 2008. Su denominación coloquial data de 1955.
Los picos aparecen en una estampilla del Territorio Antártico Británico pero sin su nombre. También han sido identificadas como buttresses (contrafuertes).
La torre más alta solo fue escalada una vez, por un equipo alemán en 1999.

## Reclamaciones territoriales
Argentina incluye a los picos en el departamento Antártida Argentina dentro de la provincia de Tierra del Fuego, Antártida e Islas del Atlántico Sur; para Chile forma parte de la comuna Antártica de la provincia Antártica Chilena dentro de la Región de Magallanes y de la Antártica Chilena; y para el Reino Unido integra el Territorio Antártico Británico. Las tres reclamaciones están sujetas a las disposiciones del Tratado Antártico.
Nomenclatura de los países reclamantes: 
- Argentina: ¿?
- Chile: ¿?
- Reino Unido: Una Peaks[6]